# Faces (musikgrupp)
Faces, ibland The Faces, var en utbrytargrupp ur Small Faces som bildades våren 1969 efter Steve Marriotts avhopp från gruppen. Ersatte honom gjorde Rod Stewart (sång) och Ron Wood (gitarr). Övriga medlemmar i gruppen var Ian McLagan (keyboards), Ronnie Lane (basgitarr) och Kenney Jones (trummor). Alla tre hade tidigare varit med i Small Faces.
The Faces debuterade med LP:n First Step (1970), men slog inte igenom förrän de släppte sitt tredje album där deras enda stora hitlåt "Stay With Me" var med. Några andra av gruppens kändare låtar är "Had Me a Real Good Time", "Cindy Incidentally", "Miss Judy's Farm", "Ooh La La", och "Maybe I'm Amazed". Gruppen hade sitt starka fäste i hemlandet.
Rod Stewart blev snabbt mer berömd som soloartist och bandet bröt upp mellan 1974 och 1975 efter fyra studioalbum och ett livealbum. Två år senare blev Wood gitarrist i The Rolling Stones. Faces anses med sitt vilda och hårda sätt att spela rock 'n' roll och likaså med deras liveuppträdanden ha inspirerat punken starkt.
Den 11 juni 2008 meddelade Rod Stewart att Faces diskuterade en eventuell återförening.
Den 11 november återförenades Rod Stewart, Ron Wood, Ian McLagan och Kenney Jones för en repetition "just to check if they can remember the songs". Bandets officiella webbplats lanserades tidigare samma månad. Men den 23 januari 2009, förnekade en talesman för Rod Stewart att det fanns några planer för en Faces återföreningsturné 2009.
Den 24 september 2009 meddelades det att Faces skulle återförenas utan Rod Stewart för en välgörenhetsspelning på Royal Albert Hall i London. Evenemanget ägde rum den 25 oktober. Ronnie Wood, Kenney Jones och Ian McLagan spelade. Mick Hucknall från Simply Red ersatte Stewart och Bill Wyman på basgitarr ersatte Ronnie Lane.
Den 25 maj 2010, meddelades det officiellt Hucknall tar över som sångare i Faces och Glen Matlock från Sex Pistols tar över på basgitarr.

## Medlemmar
- Kenney Jones – trummor, percussion (1969–1975, 2009–2011, 2012, 2015)
- Ronnie Lane – basgitarr, sång (1969–1973; död 1997)
- Ian McLagan – keyboard (1969–1975, 2009–2011, 2012; död 2014)
- Rod Stewart – sång (1969–1975, 2015)
- Ronnie Wood – gitarr, sång (1969–1975, 2009–2011, 2012, 2015)
- Tetsu Yamauchi – basgitarr (1973–1975)
- Jesse Ed Davis – rytmgitarr (1975; död 1988)
- Bill Wyman – basgitarr (1986, 1993, 2009)
- Andy Fairweather Low – rytmgitarr (2009)
- Mick Hucknall – sång (2009–2011)
- Glen Matlock – basgitarr (2009–2011, 2012, 2015)

## Diskografi
Studioalbum
- First Step (1970)
- Long Player (1971)
- A Nod Is as Good as a Wink...To a Blind Horse (1971)
- Ooh La La (1973)

Livealbum
- Coast to Coast: Overture and Beginners (1974)

Singlar (topp 10 på UK Singles Chart)
- "Stay with Me" / "Debris" (1971) (#6)
- "Cindy Incidentally" / "Skewiff (Mend the Fuse)" (1973) (#2)
- "Pool Hall Richard" / "I Wish It Would Rain" (live) (1973) (#8)